# Oldrich Vasicek
Oldrich Vasicek, né en 1942, est un mathématicien et économiste tchèque.

## Biographie
Détenteur d'un doctorat en probabilités, il s'est réfugié aux États-Unis après le Printemps de Prague. Il a alors travaillé pour la banque Wells Fargo à San Francisco où il a fait la connaissance de Fischer Black et Myron Scholes dès 1970. Il a étendu leurs travaux à la dynamique des taux d'intérêt. Son article An Equilibrium of the Term Structure (caractérisation de l'équilibre des taux à terme) publié en 1977 dans le Journal of Financial Economics a fondé la théorie moderne des taux d'intérêt et facilité le développement considérable de ce marché.